# Jérémy Cordoval
Jérémy Cordoval (* 12. Januar 1990 in Villeneuve-Saint-Georges) ist ein französischer Fußballspieler. Er spielt derzeit für ES Troyes AC in der Ligue 2. Er kann sowohl als Rechts- als auch als Linksverteidiger eingesetzt werden.

## Karriere
Jérémy Cordoval begann seine Profikarriere bei ES Troyes AC, wo er allerdings nur zu einem Profieinsatz kam und meist für die zweite Mannschaft spielte, weswegen er 2011 zu AS Beauvais wechselte, wo er allerdings nur ein Jahr blieb.
In den nächsten Jahren spielte er für AS Cannes und US Créteil. Von US Créteil wechselte er 2013 zu Olympique Nîmes, wo er sich in der Ligue 2 etablieren und einen festen Platz in der Verteidigung erspielen konnte.